# Veldhommel
De veldhommel (Bombus lucorum), soms foutief kleine veldhommel genoemd, is een soort van de aardhommel-groep die veel op de aardhommel lijkt, maar citroenkleurige strepen in plaats van okerkleurige bezit.

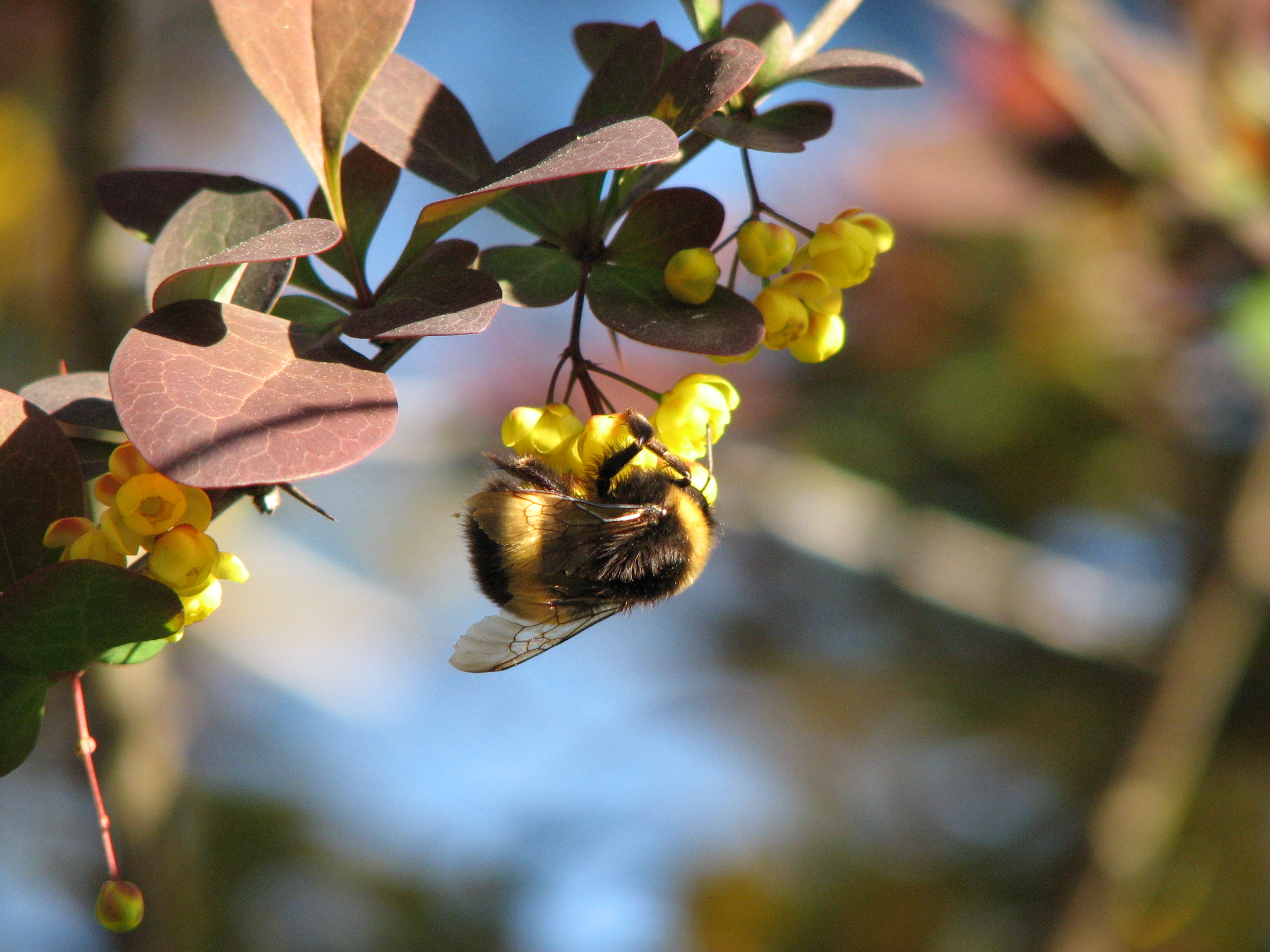
Veldhommel